# Светско првенство у спортској гимнастици
Светско првенство у спортској гимнастици организује Међународна гимнастичка федерација (ФИГ). Прво је организовано 1903. у Антверпен у Белгији.
У почетку су на првенствима учествовали само мушкарци. Жене су се укључиле тек на 10. Светском првенству 1934. у Будимпешти. Учесталост организовања се мењала током година. У почетку се одржавало сваке две године, од 1930. сваке четири, од 1978. поново сваке друге, а од 1991. се одржавају сваке године, осим у годинама када се одржавају Летње олимпијске игре.
| Година | Првенство                        | Град домаћин                     | Држава                             |
| ------ | -------------------------------- | -------------------------------- | ---------------------------------- |
| 1903   | I                                | Антверпен                        | Белгија                            |
| 1905   | II                               | Бордо                            | Француска                          |
| 1907   | III                              | Праг                             | Аустроугарска                      |
| 1909   | IV                               | Луксембург                       | Луксембург                         |
| 1911   | V                                | Торино                           | Краљевина Италија                  |
| 1913   | VI                               | Париз                            | Француска                          |
| 1915   | Није одржано – Први светски рат  | Није одржано – Први светски рат  | Није одржано – Први светски рат    |
| 1917   | Није одржано – Први светски рат  | Није одржано – Први светски рат  | Није одржано – Први светски рат    |
| 1919   | Није одржано – Први светски рат  | Није одржано – Први светски рат  | Није одржано – Први светски рат    |
| 1922   | VII                              | Љубљана                          | Краљевина Срба, Хрвата и Словенаца |
| 1926   | VIII                             | Лион                             | Француска                          |
| 1930   | IX                               | Луксембург                       | Луксембург                         |
| 1934   | X                                | Будимпешта                       | Мађарска                           |
| 1938   | XI                               | Праг                             | Чехословачка                       |
| 1942   | Није одржано – Други светски рат | Није одржано – Други светски рат | Није одржано – Други светски рат   |
| 1946   | Није одржано – Други светски рат | Није одржано – Други светски рат | Није одржано – Други светски рат   |
| 1950   | XII                              | Базел                            | Швајцарска                         |
| 1954   | XIII                             | Рим                              | Италија                            |
| 1958   | XIV                              | Москва                           | Совјетски Савез                    |
| 1962   | XV                               | Праг                             | Чехословачка                       |
| 1966   | XVI                              | Дортмунд                         | Западна Немачка                    |
| 1970   | XVII                             | Љубљана                          | СФРЈ                               |
| 1974   | XVIII                            | Варна                            | Бугарска                           |
| 1978   | XIX                              | Стразбур                         | Француска                          |
| 1979   | XX                               | Форт Ворт                        | Сједињене Државе                   |
| 1981   | XXI                              | Москва                           | Совјетски Савез                    |
| 1983   | XXII                             | Будимпешта                       | Мађарска                           |
| 1985   | XXIII                            | Монтреал                         | Канада                             |
| 1987   | XXIV                             | Ротердам                         | Холандија                          |
| 1989   | XXV                              | Штутгарт                         | Западна Немачка                    |
| 1991   | XXVI                             | Индијанаполис                    | Сједињене Државе                   |
| 1992   | XXVII                            | Париз                            | Француска                          |
| 1993   | XXVIII                           | Бирмингем                        | Уједињено Краљевство               |
| 1994   | XXIX                             | Бризбејн                         | Аустралија                         |
| 1994   | XXX                              | Дортмунд                         | Немачка                            |
| 1995   | XXXI                             | Sabae                            | Јапан                              |
| 1996   | XXXII                            | Сан Хуан                         | Порторико                          |
| 1997   | XXXIII                           | Лозана                           | Швајцарска                         |
| 1999   | XXXIV                            | Тјенцин                          | Кина                               |
| 2001   | XXXV                             | Гент                             | Белгија                            |
| 2002   | XXXVI                            | Дебрецин                         | Мађарска                           |
| 2003   | XXXVII                           | Анахајм                          | Сједињене Државе                   |
| 2005   | XXXVIII                          | Мелбурн                          | Аустралија                         |
| 2006   | XXXIX                            | Орхус                            | Данска                             |
| 2007   | XL                               | Штутгарт                         | Немачка                            |
| 2009   | XLI                              | Лондон                           | Уједињено Краљевство               |
| 2010   | XLII                             | Ротердам                         | Холандија                          |
| 2011   | XLIII                            | Токио                            | Јапан                              |
| 2013   | XLIV                             | Антверпен                        | Белгија                            |
| 2014   | XLV                              | Нанинг                           | Кина                               |
| 2015   | XLVI                             | Глазгов                          | Уједињено Краљевство               |
| 2017   | XLVII                            | Монтреал                         | Канада                             |
| 2018   | XLVIII                           | Доха                             | Катар                              |
| 2019   | XLIX                             | Штутгарт                         | Немачка                            |
| 2021   | L                                | Китакјушу                        | Јапан                              |
| 2022   | LI                               | Ливерпул                         | Уједињено Краљевство               |
| 2023   | LII                              | Антверпен                        | Белгија                            |
| 2025   | LIII                             | Џакарта                          | Индонезија                         |
| 2026   | LIV                              | Ротердам                         | Холандија                          |
| 2027   | LV                               | Ченгду                           | Кина                               |